# اورواشی (بازیگر)
اورواشی (انگلیسی: Urvashi؛ زادهٔ ۲۵ ژانویهٔ ۱۹۷۰) با نام اصلی کاویتا رانجینی هنرپیشه اهل هند است.
از فیلم‌ها یا برنامه‌های تلویزیونی که وی در آن نقش داشته‌است می‌توان به ۱۹۲۱، شهر، شرور صادق، اوه عزیزم، جهان عشق، شجاعت، سردار جبار سینگ، در آشپزخانه شما، اتاق خواب پادشاه ۳، عزیز، آن یک دقیقه، خواهران بی‌نظیر، ۱ آگوست، چرخ و شجاعت اشاره کرد.
وی همچنین برندهٔ جوایزی همچون جایزه فیلم‌فیر جنوب شده‌است.